# پرمیرشیپ اسکاتلند
پرمیرشیپ اسکاتلند (انگلیسی: Scottish Premiership) بالاترین سطح لیگ فوتبال در کشور اسکاتلند است.
این لیگ که دارای ۱۲ تیم است در سال ۲۰۱۳ پس از انحلال لیگ برتر فوتبال اسکاتلند راه‌اندازی شده‌است.

## صعود و سقوط
در پایان فصل تیم پایانی جدول رده‌بندی (تیم ۱۲ام) مستقیماً به چمپیونشیپ اسکاتلند سقوط می‌کند و تیم قهرمان چمپیونشیپ جایگزین این تیم در بازی‌های فصل آینده می‌شود. تیم دوم لیگ چمپیونشیپ نیز در یک بازی پلی آف به مصاف برنده بازی تیم‌های سوم و چهارم می‌رود، در نهایت برنده این بازی در یک بازی پلی آف به مصاف تیم یازدهم لیگ پرمیر شیپ می‌رود که در پایان تکلیف تیم دوم صعودکننده به این لیگ مشخص گردد.

## سهمیه اروپا
تیم قهرمان این لیگ در مرحله دوم انتخابی لیگ قهرمانان اروپا شرکت خواهد کرد. تیم دوم و سوم جدول رده‌بندی لیگ نیز به مسابقات لیگ اروپا راه می‌یابند.

## آمار قهرمانی
| فصل       | قهرمان | دوم    | سوم       |
| --------- | ------ | ------ | --------- |
| ۲۰۱۳–۱۴   | سلتیک  | مادرول | آبردین    |
| ٢٠١۴_٢٠١۵ | سلتیک  | آبردین | اینورنس   |
| ٢٠١۵–١۶   | سلتیک  | آبردین | هارتس     |
| ٢٠١۶_١٧   | سلتیک  | آبردین | رنجرز     |
| ٢٠١٧_١٨   | سلتیک  | آبردین | رنجرز     |
| ٢٠١۸_١۹   | سلتیک  | رنجرز  | کیلمارنوک |
| ٢٠١٩_٢٠   | سلتیک  | رنجرز  | مادرول    |
| ٢٠٢٠_٢١   | رنجرز  | سلتیک  | هیبرنین   |